# Dicranota sibirica
Dicranota sibirica är en tvåvingeart. Dicranota sibirica ingår i släktet Dicranota och familjen hårögonharkrankar.

## Underarter
Arten delas in i följande underarter:
- D. s. immaculata
- D. s. nebulipennis
- D. s. pallidicosta
- D. s. sibirica